# Stor-Ockeltjärnen
Stor-Ockeltjärnen är en sjö i Norsjö kommun i Västerbotten och ingår i Skellefteälvens huvudavrinningsområde. Sjön har en area på 0,0551 kvadratkilometer och ligger 257 meter över havet.

## Delavrinningsområde
Stor-Ockeltjärnen ingår i det delavrinningsområde (722397-167682) som SMHI kallar för Utloppet av Vargforsdammen. Medelhöjden är 258 meter över havet och ytan är 46,03 kvadratkilometer. Räknas de 442 avrinningsområdena uppströms in blir den ackumulerade arean 7 684,44 kvadratkilometer. Avrinningsområdets utflöde Skellefteälven mynnar i havet. Avrinningsområdet består mestadels av skog (66 procent). Avrinningsområdet har 7,95 kvadratkilometer vattenytor vilket ger det en sjöprocent på 17,3 procent.